# Domenico Milelli
Domenico Milelli (Catanzaro, 11 febbraio 1841 – Palermo, 1905) è stato un poeta e scrittore italiano.
Ex seminarista, volontario garibaldino, animatore di circoli scapigliati, politico impegnato, professore di scuola media più volte sospeso e revocato, si affermò come poeta dal temperamento esuberante.
Nell'agosto del 1886 giunse a Cassino, chiamato per risollevare le sorti del ginnasio D'Amico, di cui poi fu nominato direttore. Inizialmente gli fu affidato il compito di traduttore del Cyrano de Bergerac. Sempre a Cassino ebbe il suo secondogenito Ugo e nell'aprile del 1887 prese il posto del prof. Pennacchini nell'insegnamento ginnasiale. Durante la sua permanenza, spesso a sera si intratteneva con famiglie del posto. Conobbe Carlo Baccari ancora fanciullo.
Amante di Evelina Cattermole Mancini, in arte Contessa Lara, fu amico di Giosuè Carducci che in seguito accusò di tradimento dell'idea socialista.

## Opere

Risonanze, 1890 - Collezione Francesco Paolo Frontini

- Prometeo: dal libro dei poemi (parte prima) / Domenico Milelli - Caserta - 1899
- Ad Aleardo Aleardi / De Siena - Milano - 1867
- Bianca: cantica politica /De Siena - Mirandola - 1867
- Alcuni versi / di D. Milelli De Siena - [Catanzaro] - [1869]
- In giovinezza: versi, (1857-1873) /Italia i.e. Catanzaro - 1873
- Gioconda / Domenico Milelli - Ragusa - 1877
- Hiemalia: 1877 /Milano - 1877
- A. Manzoni: (dalle odi barbare) / di Domenico Milelli - Milano - 1878
- Odi pagane / Milano - 1879
- Povertà / Bologna - 1879
- Discerpta / Ravenna - 1880
- Il rapimento di Elena / Coluto; versione di Domenico Milelli - Catanzaro - 1882
- Dal Kokodè: rapsodia inedita /Cosenza - 1883
- Canzoniere /Roma - 1884
- Rime / Conte di Lara / i. e. Domenico Milelli! - Roma - 1884
- Verde antico /Roma - 1885
- Dal vero: novelle /Roma - 1885
- Fiabe / Roma - 1885
- Racconti e fiabe / Ugo Fleres, D. Milelli, S. Saya - Roma - 1886
- Mescolanza - Roma - 1886
- Nuovo canzoniere / Domenico Milelli - Cosenza - 1888
- Il libro delle prose / Domenico Milelli - Casalbordino - 1889
- Rottami / Domenico Milelli - Milano - 1890
- Risonanze / Domenico Milelli - Napoli - dopo il 1890
- Poemi antichi / Domenico Milelli - Cosenza - 1894
- Poemi de la notte / Domenico Milelli - Caserta - 1899
- In laudem beatae Mariae virginis pauca, quae inter multa, sancti piique scriptores sparsim evulgarunt, in unum collecta et in ordinem distributa / a sac. Dominico Milel  - Tiferni - 1903
- Pellegrinaggio breve - Ragusa - 1903
- Gemme sparse: traduzioni da Heine, Poe, Shelley, Bickelas, Lermontoff ed altri autori / Domenico Minelli - Napoli - 1906

## Poesia e musica
Romanze

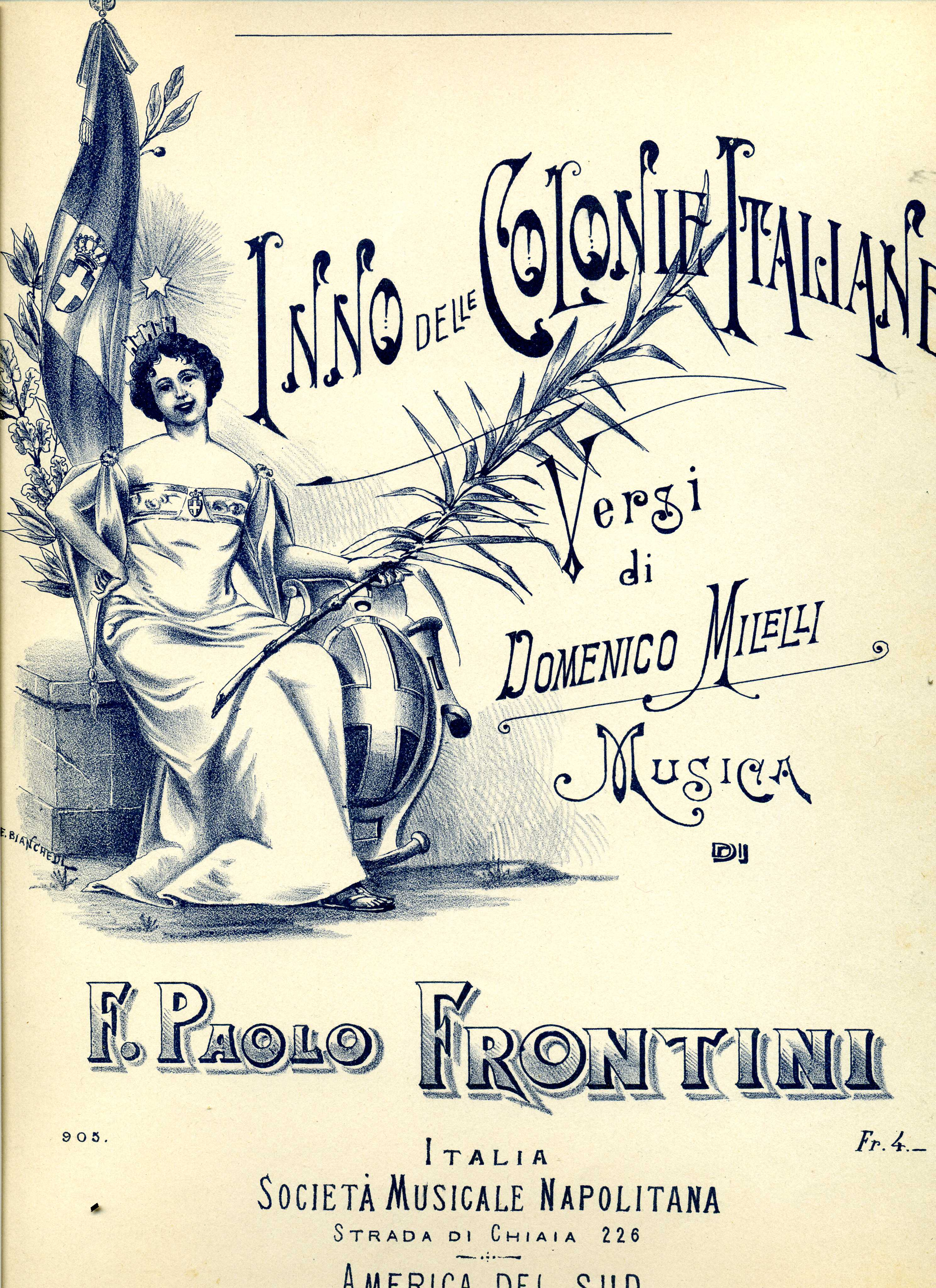

- Perché? : strofe (da Heine) / versi di Domenico Milelli; musica di Enrico De Leva - Milano: Ricordi
- Luna che spunti, Francesco Paolo Frontini, per canto e pianoforte: Versi di Domenico Milelli, 1904
- Il tuo ritratto(Fotografia), Francesco Paolo Frontini, per canto e pianoforte: Versi di Domenico Milelli - 1911
- Inno all'Italia delle colonie italiane, Francesco Paolo Frontini, per canto e pianoforte: Versi di Domenico Milelli - Milano - 1912
- Romanza rusticana / parole di D. Milelli; musica di U. Masetti - Moscva: Jurgenson, Peter<Mosca>, [prima del 1917]
- Serenata / versi di Domenico Milelli; musica di Gino Marinuzzi... - Milano: Fantuzzi, Romualdo,tra fine 19. se
- Io ti sento! : melodia: N.1 soprano o tenore / parole del Conte di Lara; musica di F. Paolo Tosti - Milano: Ricordi G. & C., c1907
- Luna che spunti... : pifferata per Soprano o Mezzo-Soprano o Tenore / versi di Domenico Milelli; musica di Enrico De Leva - Milano: Ricordi, G. & C., t.s.1889
- Incantesimo: romanza (per soprano) / parole di Conte di Lara; musica di Romolo Bacchini - Roma
- S'era all'aperto: melodia per Mezzo-Soprano o Tenore / versi di Domenico Milelli; musica di Enrico De Leva - Milano: Ricordi, t.s.1886
- Oddone Sulli-Rao, Elisabetta<1878-1972> - parole del Conte di Lara (pseudonimo) ; musica di Elisabetta Oddone - Milano: Ricordi
- Io vorrei! : romanza per M. Sopr. o Tenore / versi di D. Milelli; musica di Roberto Pescio - Genova: Gasparini
- Ho Sognato <1867-1955> - : Mezzo Soprano, Contralto o Baritono / Versi di Domenico Milelli; Musica di Enrico De leva - Milano: Ricordi
- Ovunque Tu di Westerhout, Niccolo (pseudonimo) : van<1857-1898> - / Melodia
- Foglie di cipresso: versi / De-Siena - Mirandola - 1866
- Risoluzione: melodia per Mezzo-Soprano o Tenore / versi del Conte di Lara; musica di Enrico De Leva - Milano: Ricordi, t.s. 1886
- Ovunque tu: melodia / versi del Conte di Lara; musica di Niccolo van Westerhout - Milano: Ricordi Edizioni, t.s.1885
- Incantesimo: romanza (per soprano) / musica di Romolo Bacchini; parole di Conte di Lara(pseudonimo) - Roma: Cristiano, Pietro